# Scatman John
John Paul Larkin (13 martie 1942 – 3 decembrie 1999) mai bine cunoscut sub numele de scenă Scatman  John, a fost un cântăreț de muzică jazz și rapper care a combinat scat-ul cu muzica dance. Cea mai cunoscută melodie a sa a fost lansată în 1994 și se numește „Scatman (Ski-Ba-Bop-Ba-Dop-Bop)”. Personajul său era recunoscut prin pălărie și mustață. A primit 14 discuri de aur și 18 discuri de platină.
Fiind bâlbâit, John spunea cu plăcere că  își „transformă cea mai mare problemă în cel mai mare avantaj”. A vândut milioane de înregistrări și a primit la premiile Echo titlul de „Cel mai bun artist nou” atât în Japonia cât și în Germania. A câștigat premiul Annie Glenn acordat de Asociația americană de discursuri pentru serviciile aduse comunității bâlbâiților.

## Biografie
S-a născut în El Monte, California, și de mic a suferit de o formă severă de balbism (bâlbâire) care a dus la o copilărie traumatizantă. Chiar și la apogeul succesului lui Larkin în 1995, jurnaliștii spuneau că „cu greu termina o propoziție fără să o repete de șase sau șapte ori”. A luat primele lecții de pian la vârsta de doisprezece ani, iar doi ani mai târziu a fost introdus în arta scat-ului prin înregistrările lui Ella Fitzgerald și Louis Armstrong. Pianul i-a oferit un mijloc de exprimare artistică care a compensat dificultățile de vorbire. A remarcat într-un interviu din 1996: „cântatul la pian îmi dă modalitate de a vorbi... mă ascundeam după pian deoarece îmi era frică să vorbesc”.
Larkin a devenit un pianist de jazz profesionist în anii '70 și '80, având multe reprezentații în cluburile de jazz din împrejurimile Los Angelesului. În 1986, a lansat la casa de discuri Transition albumul auto-intitulat John Larkin, copii care acum sunt foarte rare. A precizat că are „sute de bucăți acasă, în dulap”. În acest timp devine alcoolic și dependența de droguri. Când prietenul și muzicianul Joe Farrell, care era de asemenea dependent de droguri, a murit de cancer osos în 1986, Larkin a decis să se lase de acestea. A reușit cu ajutorul soției sale, Judy care i-a spus: „Ai talent, am de gând să fac ceva din tine”.

### Nașterea lui „Scatman John”
În 1990 se mută la Berlin pentru a avansa în cariera muzicală. Descoperă cultura apreciată a jazzului și a început să cânte și aici. Decide să cânte și vocal, încurajat de ovațiile in picioare primite la melodia On the Sunny Side of the Street. Agentul său , Manfred Zähringer, care era reprezentant al casei de discuri Iceberg în Danemarca îi propune să combine scat-ul cu muzica dance și hip hop. A privit cu reticență ideea, fiind îngrozit de faptul că ascultătorii își vor da seama că se bâlbâie, dar soția îi zice să vorbească  în muzică despre defect. A colaborat la înregistrarea melodiei Scatman (Ski Ba Bop Ba Dop Bop) cu producătorii de muzică dance Ingo Kays și Tony Catania. Acesta avea rolul de a încuraja copiii care suferă de bâlbâit să-și depășească problema. A adoptat noul nume și personalitatea de Scatman John.

### Succesul internațional
În 1995, la vârsta de 52 ani, Larkin a devenit o vedetă mondială. Vânzările discului single de debut au fost scăzute la început, dar au ajuns treptat pe primul loc în multe țări. Scatman (Ski-Ba-Bop-Ba-Dop-Bop) a fost vândut în peste 6 milioane de exemplare pe plan mondial și a rămas cel mai vândut și cunoscut hit al său. A urmat Scatman’s World, care s-a clasat pe locul zece în UK Singles Chart și pe poziții superioare în clasamentele europene, dar nu a avut același succes, fiind vândute un milion de exemplare.
După succesul celor două discuri single, a lansat albumul Scatman’s World, care a intrat în top 10 în multe țări, inclusiv în Germania, țara gazdă, precum și în Elveția, Finlanda și Norvegia, și s-au vândut milioane de exemplare pe plan global. Ține mai multe concerte într-un turneu promoțional prin Europa și Asia. „La un concert în Spania, copii au țipat încontinuu timp de cinci minute, iar eu nu am putut să încep cântecul.”

### DupăScatman’s World
Al doilea album Everybody Jam!, a fost lansat în 1996. Nu a avut nici pe departe succesul internațional de la debut, dar melodia Everybody Jam! a avut priză la public în Japonia, țară în care va avea mai mult succes ca în orice altă parte a lumii. A fost atât de popular încât magazinele japoneze de jucării au vândut păpuși care îi semănau și a apărut pe cartele de telefoane și pe dozele de Coca Cola.
Versiunea japoneză a albumului Everybody Jam! a inclus ca bonus încă cinci melodii, printre care hiturile Su Su Su Super Ki Re i și Pripri Scat, apărând în reclame la cosmetice și budincă.. Franciza Ultraman a lansat  cântecul Scatultraman, în care personajele Ultraman aveau pălării și mustață.

### Ultimii ani
În 1999, Larkin a lansat al treilea și ultimul album ca Scatman John, Take Your Time. Deși era bolnav, a continuat să se suprasoliciteze,  deși medicii i-au recomandat să o ia mai ușor. A fost diagnosticat cu cancer la plămâni. Larkin a rămas cu atitudinea pozitivă, afimând că „Orice vrea Dumnezeu este bine pentru mine... Am avut cea mai bună viață. Am gustat frumusețea.” A murit în casa sa din Los Angeles pe data de 3 decembrie 1999. A fost incinerat iar cenușa a fost presărată în ocean lângă Malibu, California.

## Discografie

### Albume de studio
- John Larkin (1986) – nu a fost lansat comercial
- Scatman's World (1995)
- Scat Paradise EP (1995)
- Everybody Jam! (1996)
- Take Your Time (1999)

### Compilații
- Listen to the Scatman (2001)
- The Best of Scatman John (2002) – in Japan only

### Discuri single
- "Scatman (Ski-Ba-Bop-Ba-Dop-Bop)" (1994)
- "Scatman's World" (1995)
- "Scatman's World Remixes" (1995)
- "Song of Scatland" (1995)
- "Only You" (1995)
- "Su Su Su Super Kirei" (1996)
- "Pripri Scat" (1996)
- "Everybody Jam!" (1996)
- "Let It Go" (1996)
- "Scatmambo" (1998)
- "The Chickadee Song" (1999)
- "Take Your Time" (1999)
- "Ichi Ni San... Go!" (1999)

### Rarități
- Popstar – (o melodie) (1995)
- Scatman Megamix (1996)
- Scatman John DJ Sampler (1996)
- Scatmambo – (Promo - 2 melodii) (1998)
- Steal The Base din coloana sonoră a filmului Major League 2: Back To The Minors (1998)
- Take Your Time Club Mixes (1999)

### Video Da Scatman
Video Da Scatman este o casetă de 25 de minute vândută în Japonia. În ea Scatman vorbește despre filosodia sa de viață și despre Scatland. Include videoclipurile melodiilor Scatman (Ski Ba Bop Ba Dop Bop) și Scatman's World.

### Videoclipuri
- Scatman (Ski Ba Bop Ba Dop Bop)
- Scatman's World
- Song Of Scatland
- Everybody Jam!
- Su Su Su Super Kirei
- Scatman (Mark Oh)